# Список нагород та номінацій Меріл Стріп
Список нагород і номінацій Меріл Стріп — відзнаки та почесні звання американської акторки театру, кіно та телебачення Меріл Стріп, яких вона була удостоєна за свою акторську діяльність, роботу в кіно та громадську активність.

## Історія
Американська актриса Меріл Стріп була визнана неодноразовими нагородами та номінаціями за роботу в кіно, на телебаченні та на сцені. Вона є рекордсменом у більшості номінацій на премію «Оскар» будь-якого актора; вона була номінована двадцять один раз — сімнадцять — за найкращу жіночу роль і чотири — за найкращу жіночу роль другого плану — з моменту першої номінації в 1978 році за виступ у «Мисливець на оленів». Вона тричі перемагала за роботу в «Крамері проти Крамера» (1980), «Вибір Софі» (1983) та «Залізній леді» (2012), що робить її п'ятим актором, який виграв три конкурентні акторські нагороди Оскар. У 2009 році Стріп стала найбільш номінованою виконавцею в історії нагород «Золотий глобус», коли її номінації на найкращу жіночу роль отримали «Сумнів» та «Мамма Міа»! дав їй загалом двадцять три, перевершивши попередній рекорд Джека Леммона — 22. Через три роки вона здобула свою восьму перемогу в «Залізній леді», більше, ніж будь-які актори. На 74-й премії «Золотий глобус» вона була номінована в рекордний тридцятий раз за виступ у Флоренції Фостер Дженкінс і отримала почесну нагороду Сесіль Б. де Мілля.
Завдяки своїй п'ятнадцятій номінації на участь у конкурсі Флоренс Фостер Дженкінс у 2017 році Стріп пов'язує з Джуді Денч найвідомішого актора на премії Британської академії кіно. Вона двічі вигравала нагороду за найкращу жіночу роль за виступи у фільмах «Французька лейтенантка» (1982) та «Залізна леді» (2012). За свою роботу у фільмі «Години» Стріп отримала «Срібного ведмедика» за найкращу жіночу роль на 53-му Берлінському міжнародному кінофестивалі, який згодом визнав її почесним «Золотим ведмедем» на їх 62-й церемонії. В Італії вона послідовно вигравала Давида ді Донателло за найкращу іноземну актрису в 1984 та 1985 роках за «Закоханість та поза Африкою». На Міжнародному кінофестивалі у Вальядоліді 1986 року вона отримала нагороду за найкращу жіночу роль за роль у печії. Її роль у ролі Лінді Чемберлен у фільмі «Злі ангели» принесла їй нагороду Каннського кінофестивалю та премію AACTA за найкращу жіночу роль у 1989 році.
У 1976 році Стріп виграла премію Outer Critics Circle за видатну ефективність за дебют на сцені в Трелауні «Колодязів» та «27 вагонів, наповнених бавовною» Теннессі Вільямса. Остання робота також принесла їй номінації на найкращу жіночу роль на драматичному столі та премії Тоні. Наступного року вона була подвійною номінанткою на премію Drama Desk Award за головну роль у «Вишневому саду» і знялася у мюзиклі «Щасливий кінець». Стріп виграла премію Еммі за видатну головну актрису — міні-серіал або фільм за ролі в міні-серіалі «Голокост» (1978) та «Ангели в Америці» на церемонії 2004 року. Вона також виграла нагороду Primetime Emmy Award за видатного оповідача за роботу над документальним фільмом «П'ять повернулися» на 69-й премії Primetime Emmy Awards у 2017 році.
У 1983 році Єльський університет, який Стріп закінчила в 1975 році, присвоїв їй почесну ступінь, докторську ступінь образотворчого мистецтва. Першим університетом, який присвоїв їй почесну ступінь, був Дартмутський коледж, де вона провела час студенткою-трансфером у 1970 році, в 1981 році. У 1998 році «Жінки у фільмі» нагородили Стріп Кришталевою нагородою, відзнакою за видатних жінок, які завдяки своїй витривалості та досконалість їхньої роботи допомогли розширити роль жінок у індустрії розваг. Того ж року вона отримала зірку на Голлівудській алеї слави. У 1999 році вона була нагороджена премією Джорджа Істмана, яку присудив Дім Джорджа Істмана за визначний внесок у кіномистецтво. У 2003 році Стріп була нагороджена Почесним Цезарем французькою Академією мистецтв та техніки кіно. У 2004 році на Московському міжнародному кінофестивалі вона була удостоєна премії імені Станіславського за видатні досягнення в акторській кар'єрі та відданість принципам школи Станіславського. Також у 2004 році вона отримала нагороду AFI за життєві досягнення. У 2008 році Стріп потрапила до Залу слави Нью-Джерсі. У 2009 році Принстонським університетом вона отримала почесну докторську ступінь вишуканого мистецтва. У 2010 році вона була нагороджена Національною медаллю мистецтв, обрана в Американську академію мистецтв та літератури, і була нагороджена почесним ступенем доктора мистецтв Гарвардського університету. 4 грудня 2011 року Стріп разом із Нілом Даймонд, Йо-Йо Ма, Сонні Роллінз та Барбарою Кук отримали відзнаку Центру Кеннеді 2011 року. 14 лютого 2012 року вона отримала Почесного золотого ведмедя на 62-му Берлінському міжнародному кінофестивалі. У 2014 році вона була нагороджена Президентською медаллю Свободи.
Загалом Меріл Стріп отримала за свою роботу три «Оскари», приз Каннського кінофестивалю, дві премії Гільдії акторів кіно, чотири номінації на премію «Греммі», чотири премії «Еммі», дві премії БАФТА та номінацію на премію «Тоні». На премію «Оскар» її номінували 20 разів, більше, ніж будь-кого із акторів чи акторок. Вона отримала 6 премій «Золотий глобус», стільки ж як Анжела Лансбері та Джек Ніколсон. На цю премію Стріп номінували рекордні 30 разів, що б'є попередній рекорд (22 рази), який належав Джеку Леммону. Стріп належить до жменьки акторів, які зуміли отримати чотири основі премії у світі кіномистецтва: «Оскар», «Золотий глобус», премію Гільдії акторів кіно та БАФТА.

## Почесні звання і особливі нагороди
- Спеціальна премія імені Сесіля Б. де Мілля 2017 — престижна нагорода Голлівудської асоціації іноземної преси
- Приз за найкращу жіночу роль Каннського фестивалю 1989
- «Срібний ведмідь» 2003
- Спеціальний приз ММКФ

## Премія BAFTA
| Рік  | Категорія                       | Номінована робота             | Результат |
| ---- | ------------------------------- | ----------------------------- | --------- |
| 1982 | Найкраща жіноча роль            | Жінка французького лейтенанта | Лауреат   |
| 2012 | Найкраща жіноча роль            | Залізна леді                  | Лауреат   |
| 1980 | Краща жіноча роль другого плану | Мангетен                      | Номінант  |
| 1980 | Краща жіноча роль               | Мисливець на оленів           | Номінант  |
| 1981 | Краща жіноча роль               | Крамер проти Крамера          | Номінант  |
| 1984 | Краща жіноча роль               | Вибір Софі                    | Номінант  |
| 1985 | Краща жіноча роль               | Сілквуд                       | Номінант  |
| 1987 | Краща жіноча роль               | З Африки                      | Номінант  |
| 2003 | Краща жіноча роль другого плану | Адаптація                     | Номінант  |
| 2003 | Краща жіноча роль               | Годинник                      | Номінант  |
| 2005 | Краща жіноча роль другого плану | Маньчжурський канал           | Номінант  |
| 2007 | Краща жіноча роль               | Диявол носить Prada           | Номінант  |
| 2009 | Краща жіноча роль               | Сумнів                        | Номінант  |
| 2010 | Краща жіноча роль               | Джулі і Джулія                | Номінант  |
| 2017 | Краща жіноча роль               | Примадонна                    | Номінант  |

## Премія Оскар
| Рік  | Категорія                       | Номінована робота    | Результат |
| ---- | ------------------------------- | -------------------- | --------- |
| 1980 | Краща жіноча роль другого плану | Крамер проти Крамера | Лауреат   |
| 1983 | Краща жіноча роль               | Вибір Софі           | Лауреат   |
| 2012 | Краща жіноча роль               | Залізна леді         | Лауреат   |

## Премія "Золотий глобус"
| Рік  | Категорія                                      | Номінована робота             | Результат |
| ---- | ---------------------------------------------- | ----------------------------- | --------- |
| 1980 | Краща жіноча роль другого плану                | Крамар проти крамара          | Лауреат   |
| 1982 | Краща жіноча роль у фільмі                     | Жінка французького лейтенанта | Лауреат   |
| 1983 | Краща жіноча роль у фільмі                     | Вибір Софі                    | Лауреат   |
| 2003 | Краща жіноча роль другого плану                | Адаптація                     | Лауреат   |
| 2004 | Краща жіноча роль у мінісеріалі або телефільмі | Ангели в Америці              | Лауреат   |
| 2007 | Краща жіноча роль у фільмі                     | Диявол носить Prada           | Лауреат   |
| 2010 | Краща жіноча роль у фільмі                     | Джулі і Джулія                | Лауреат   |
| 2012 | Краща жіноча роль у фільмі                     | Залізна леді                  | Лауреат   |
| 1979 | Краща жіноча роль другого плану                | Мисливець на оленів           | Номінант  |

## Премія "Еммі"
| Рік  | Категорія                                      | Номінована робота      | Результат |
| ---- | ---------------------------------------------- | ---------------------- | --------- |
| 1978 | Краща жіноча роль у мінісеріалі або телефільмі | Holocaust              | Лауреат   |
| 2004 | Краща жіноча роль у мінісеріалі або телефільмі | Ангели в Америці       | Лауреат   |
| 1997 | Краща жіноча роль у мінісеріалі або телефільмі | Не нашкодь             | Номінант  |
| 2020 | Краща жіноча роль другого плану                | Велика маленька брехня | Номінант  |

## Премія Гільдії кіноакторів США
| Рік  | Категорія                                      | Номінована робота | Результат |
| ---- | ---------------------------------------------- | ----------------- | --------- |
| 2004 | Краща жіноча роль у телефільмі або мінісеріалі | Ангели в Америці  | Лауреат   |
| 2009 | Краща жіноча роль                              | Сумнів            | Лауреат   |
| 1999 | Краща жіноча роль                              | Справжні цінності | Номінант  |